# Polyardis kasloensis
Polyardis kasloensis är en tvåvingeart som först beskrevs av Ephraim Porter Felt 1908.  Polyardis kasloensis ingår i släktet Polyardis och familjen gallmyggor.
Artens utbredningsområde är Kalifornien. Inga underarter finns listade i Catalogue of Life.